# Elwendia persica
Bunium persicum · Cumin noir
Espèce
Synonymes
- Bunium persicum (Boiss.) B.Fedtsch.
- Carum heterophyllum Regel & Schmalh.[1]
- Carum persicum Boiss.[1]

Elwendia persica (syn. Bunium persicum) est une espèce de plantes à fleurs de la famille des Apiacées. Ses fruits sont utilisés comme épice sous le nom de cumin noir, bien que ce terme s'applique aussi aux graines de la nigelle.

## Dénominations
- Nom scientifique valide : Elwendia persica (Boiss.) Pimenov & Kljuykov[2] ;
- Noms vulgaires (vulgarisation scientifique) recommandés ou typiques en français : Cumin noir[3],[4],[5],[6] ;
- Autres noms vulgaires ou noms vernaculaires (langage courant) pouvant désigner éventuellement d'autres espèces : Cumin impérial, Cumin du Cachemire, Carvi noir[7].

Au Moyen-Orient, la plante et l'épice qui en est tirée sont appelées « cumin noir » pour les différencier du cumin (Cuminum cyminum), souvent appelé « cumin vert ». Dans ces mêmes régions, le terme est aussi utilisé pour nommer les graines de Nigella sativa, la nigelle cultivée.
En anglais, elle est principalement connue comme black caraway, nom qui s'applique aussi à Bunium bulbocastanum, la Châtaigne de terre. Comme caraway se traduit par « carvi » en français, les deux plantes sont parfois signalées comme « carvi noir », bien que ce nom s'applique plutôt au « vrai » carvi (Carum carvi),. Ces confusions viendraient de l'hindi qui utilise indistinctement les termes kala zira, kala jeera et shahi jeera pour les deux espèces.

## Description
Elwendia persica est une herbe vivace ramifiée qui mesure de 15 à 70 cm de haut. L'axe hypocotylé forme un tubercule de 1 à 2 cm de diamètre. Les feuilles sont bi- ou tripennatiséquées et alternes, de couleur vert clair. Les pétioles des feuilles inférieures sont longs, jusqu'à 13 cm, puis de plus en plus courts le long de la tige, et finalement absents des feuilles supérieures. Les fleurs sont portées par des ombelles composées de 4 à 8 cm de diamètre. le nombre d'ombelles varie de 7 à 20 par plante et les ombellules portent entre 20 et 30 fleurs. Ces dernières sont pentamères et entourées de bractées.

## Aire de répartition
L'aire de répartition d'Elwendia persica s'étend de l'Iran à l'Asie centrale et à l'ouest de l'Himalaya.

## Composition chimique
Les graines de cumin noir contiennent entre 5 et 14% d'une huile essentielle riche en aldéhydes monoterpéniques. Les principaux composés sont le cuminaldéhyde, le p-mentha-1,3-dien-7-al, le p-cymène, le γ-terpinène, le β-pinène, l'anthémol et le p-mentha-1,4-dien-7-al.

## Utilisations

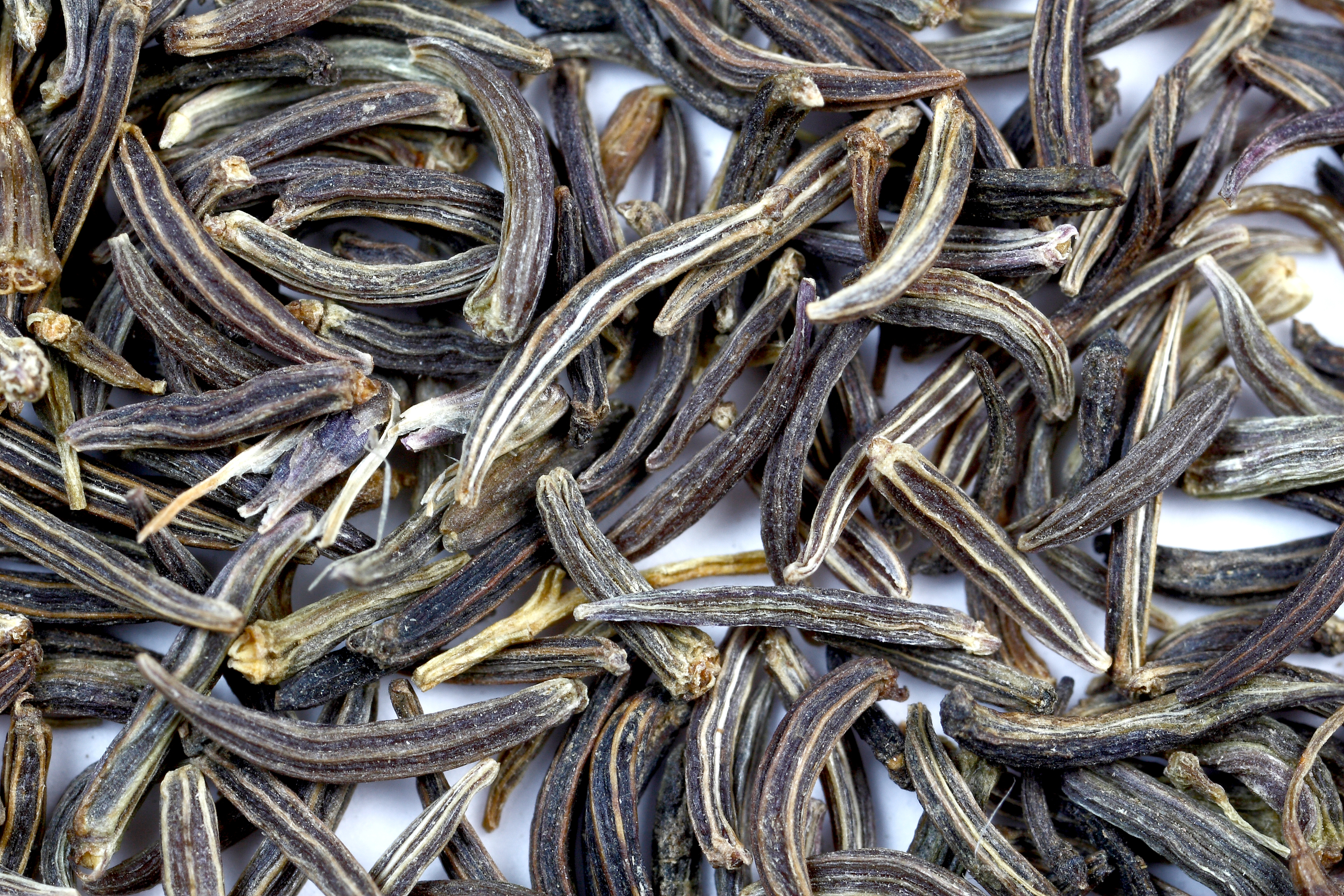
Fruits séchés de cumin noir.

Le fruit, à la couleur noire et à la forme en croissant caractéristiques, est utilisée comme épice. Frais, il a une odeur terreuse et lourde (de foin coupé) presque désagréable, mais prend un arôme de noisette à la cuisson. Il est un peu plus amer que le cumin. 
En Inde, le cumin noir sert à préparer le korma, un plat de viande et de légumes braisés épaissi avec du yaourt. Au Cachemire, la racine est également consommée comme légume.